# Меджидийекьой
„Меджидийекьой“  (на турски: Mecidiyeköy) е силно застроен жилищен и бизнес квартал в район „Шишли“ в Истанбул, Турция. Граничи с кварталите „Фулия“, „Куштепе“, „Гюлтепе“, „Есентепе“ и „Гюлбахар“. Населението му е 20 331 души (2007).
Меджидийекьой означава „селото на Меджид“ на турски, име, което е придобило, защото е започнало да се заселва по време на управлението на османския султан Абдул Меджид I.
Оживената улица Халаскаргази минава през Шишли до Меджидийекьой, където се пресича с магистрала D100. Спирката на метрото Шишли-Меджидийекьой по линия M2 спира близо до това хаотично кръстовище, свързващо района с Таксим и Йеникапъ. Той също така се свързва с по-новата станция Меджидийекьой на линията на метрото M7 до Махмутбей.
Един изход от метрото Шишли-Меджидийекьой води направо до огромния търговски център Джевахир, който при отварянето си е най-големият такъв мол в Европа.

## Забележителности
Меджидийекьой почти не се появява на радара за разглеждане на забележителности, въпреки че има няколко неща, които да привлекат любопитните, най-очевидно Abide-i Hürriyet (Паметникът на свободата), изолиран сред хаоса на трафика, където улица Халаскаргази се пресича с надлеза на D100. Паметникът отбелязва така наречения инцидент от 31 март, когато контрареволюционери се опитват да свалят новото младотурско правителство и да върнат султан Абдул Хамид II на трона. Усилията им се провалят и малко след това султанът е отстранен от поста. Работата по паметника е завършена през 1911 г. и той се превръща в място за мемориали на някои силно противоречиви мъже, включително лидерите на младите турци, Енвер паша и Талат паша. Има и паметник на Митхад паша, велик везир реформатор, починал в изгнание в днешна Саудитска Арабия. Тук всъщност е погребан убитият велик везир Махмуд Севкед паша.
Точно на юг от път D100 има три големи гробища, едното принадлежащо на румската (гръцка) православна общност, едно на италианската еврейска общност и третото на арменската общност. Еврейското гробище рядко е отворено за външни лица. Погребани в Румското (гръцко) гробище са основателите на малката и противоречива турска православна църква, Ефтим I, II и III.

## Транспорт
Меджидийекьой е важен пътнически транспортен център в европейската част на Истанбул.
Метро линии:
- 34 (Зинджирликую-Авджълар),
- 34A (Сьоютлючешме-Джевизлибаа)
- 34AS (Авджълар-Сьоютлючешме)
- 34BZ (Бейликдюзю Сондурак-Зинджирликую),
- 34G (Сьоютлючешме-TUYAP)
- Линии на метрото: M2 (Йеникапъ-Хаджъосман), M7 (Меджидийекьой-Махмутбей)

Автобусни линии: само с крайна спирка Меджидийекьой
- 25G Саръйер – Меджидийекьой – Таксим
- 30A Бешикташ – Меджидийекьой
- 30M Бешикташ – Меджидийекьой
- 32M Джеватпаша – Меджидийекьой
- 33M Гиимкент – T.Рейс – Меджидийекьой
- 33TM Гиимкент – Тургут Рейс – Меджидийекьой
- 36M Джебеджи Махалеси – Меджидийекьой
- 36EM Джебеджи Махалеси – Меджидийекьой
- 37M Чърчър Метро – Меджидийекьой
- 48 Гьоктюрк – Меджидийекьой
- 48F Акпънар – Меджидийекьой
- 59CH Арнавуткьой – Меджидийекьой
- 75O Отогар – Меджидийекьой
- 79КМ Каяшехир – Меджидийекьой
- 92M Bağcılar Devl. Хаст. – Меджидийекьой
- 92Ş Йенимахалле Метро – Меджидийекьой
- 93M Зейтинбурну – Меджидийекьой
- 97M Гюнешли – Меджидийекьой
- 121A Бейкоз – Меджидийекьой
- 121B Каваджък – Меджидийекьой
- 121BS Султанийе/Соуксу Махаллеси – Меджидийекьой
- 122C Юмрание – Меджидийекьой
- 122D Джумхурийет Махаллеси – Меджидийекьой
- 122M Ш. Шахинбей – Меджидийекьой
- 141M Kss Eğt. Ve Arş. Хастанеси – Меджидийекьой
- 146M Меджидийекьой – Метрокент
- 336M Арнавуткьой (район) – Меджидийекьой
- 522ST Султанбейли – Меджидийекьой
- 622 Йенидоан – Меджидийекьой
- E-58 Есенкент
- H-2 Меджидийекьой – Истанбул Хавалиманъ (ново летище)

Магистрала O-1, която образува вътрешния полуоколовръстен път на Истанбул, свързващ европейските и азиатските части през Босфорския мост, минава през Меджидийекьой на виадукт.